# کوگل (دسر)
کوگل (קוגל) نوعی کسرول یا پودینگ پخته شده در آشپزی یهودی است و معمولاً ماده اصلی آن را نودل تخم مرغی یا سیب زمینی تشکیل می‌دهد. کوگل ریشه‌ای آلمانی دارد.